# Adrián Chovan
Adrián Chovan (Partizánske, 8 oktober 1995) is een Slowaakse profvoetballer die als keeper bij AS Trenčín speelt.

## Statistieken
| Seizoen | Club                    | Land      | Competitie   | Wed. | Goals |
| ------- | ----------------------- | --------- | ------------ | ---- | ----- |
| 2014/15 | AS Trencin              | Slowakije | Fortuna Liga | 0    | 0     |
| 2014/15 | → AFC Nove Mesto        | Slowakije | 2. Liga      | 14   | 0     |
| 2015/16 | AS Trencin              | Slowakije | Fortuna Liga | 2    | 0     |
| 2016/17 | AS Trencin              | Slowakije | Fortuna Liga | 6    | 0     |
| 2017/18 | AS Trencin              | Slowakije | Fortuna Liga | 6    | 0     |
| 2018/19 | → FC ViOn Zlaté Moravce | Slowakije | Fortuna Liga | 1    | 0     |
| Totaal  | Totaal                  | Totaal    | Totaal       | 29   | 0     |